# Anninsky (huyện)
Huyện Anninsky (tiếng Nga: ? райо́н) là một huyện hành chính tự quản (raion), của Tỉnh Sakhalin, Nga. Huyện có diện tích 2071 km². Trung tâm của huyện đóng ở Aniva.